# Коробов, Александр Григорьевич
Александр Григорьевич Коробов — советский хозяйственный, государственный и политический деятель.

## Биография
Родился в 1931 году в селе Мотмас. Член КПСС.
Окончил ЧПИ.
В 1951—1972 — контролер ОТК, мастер стана, начальник смены, обер-мастер стана «2850», начпльник смены, начальник стана, заместитель начальника листопрокатного цеха № 1, начальник листопрокатного цеха № 2, секретарь парткома, начальник ЛПЦ, главный инженер Ашинского металлургического завода.
В 1972—1986 — начальник строительства цеха холодной прокатки, главный инженер Верх-Исетского металлургического завода.
В 1986—2004 — главный инженер предприятия «Главспецсталь», президент ООО «Спецсталь».
За разработку и внедрение безотходной системы водного хозяйства цеха холодной прокатки ВИМЗ с целью охраны окружающей природной среды был в составе коллектива удостоен Государственной премии СССР в области науки и техники 1981 года.
Умер в 2004 году в Москве.

## Награды
- Орден Октябрьской Революции (1986)
- Орден Трудового Красного Знамени (1966, 1981)
- Орден Дружбы (1996)
- Орден Знак Почёта (1976)